# Le Pâquier (Fribourg)
Pour les articles homonymes, voir Pâquier.
Le Pâquier ou de façon non officielle Le Pâquier-Montbarry ( en patois fribourgeois), est une localité et une commune suisse du canton de Fribourg, située dans le district de la Gruyère.

## Géographie

### Situation

Vue aérienne (1964)

Le territoire du Pâquier s'étend sur 4,49 km2. Lors du relevé de 2013-2018, les surfaces d'habitations et d'infrastructures représentaient 13,8 % de sa superficie, les surfaces agricoles 67,8 %, les surfaces boisées 17,8 % et les surfaces improductives 0,7 %.
Le Pâquier est limitrophe de Gruyères et de Bulle.

### Transports
Le village est situé sur une ligne de RER tpf permettant un accès en 4 minutes au centre-ville de Bulle. La gare de Bulle est désormais reliée au réseau CFF par la ligne Bulle-Berne.
L'accès à l'autoroute A12 Lausanne-Berne est facilité par l'aménagement de la route de contournement de Bulle, la H189. Cette nouvelle ceinture routière améliore l'accès aux zones d'activités de Bulle. Le village se situe à 1 km de l'interface qui donne accès à cette route.
- Aéroports de Berne, Genève, Bâle-Mulhouse, Zurich ; Aérodrome de la Gruyère.
- Train, bus
- Autoroute A12 : 1 km de l'interface d'accès H189

## Démographie

### Évolution de la population
Le Pâquier compte 1 372 habitants au 31 décembre 2022 pour une densité de population de 306 hab/km2. Sur la période 2010-2019, sa population a augmenté de 22,1 % (canton : 15,5 % ; Suisse : 9,4 %).  Le Pâquier fait partie de l'agglomération de Bulle qui compte 36 029 habitants au 31 décembre 2022.
Avec près de 20 % d'étrangers, Le Pâquier est l'une des communes les plus internationales du canton de Fribourg en décembre 2018.

### Pyramide des âges
En 2020, le taux de personnes de moins de 30 ans s'élève à 37,3 %, au-dessus de la valeur cantonale (35,2 %). Le taux de personnes de plus de 60 ans est quant à lui de 19 %, alors qu'il est de 22 % au niveau cantonal.
La même année, la commune compte 682 hommes pour 656 femmes, soit un taux de 51 % d'hommes, supérieur à celui du canton (50,1 %).
| Hommes | Classe d’âge | Femmes |
| ------ | ------------ | ------ |
| 0,3    | 90 ans ou +  | 0,0    |
| 4,3    | 75 à 89 ans  | 6,4    |
| 14,5   | 60 à 74 ans  | 12,5   |
| 21,6   | 45 à 59 ans  | 24,2   |
| 19,8   | 30 à 44 ans  | 22,0   |
| 20,5   | 15 à 29 ans  | 17,8   |
| 19,1   | - de 14 ans  | 17,1   |

| Hommes | Classe d’âge | Femmes |
| ------ | ------------ | ------ |
| 0,4    | 90 ans ou +  | 1,0    |
| 5,9    | 75 à 89 ans  | 7,4    |
| 14,5   | 60 à 74 ans  | 14,8   |
| 22,2   | 45 à 59 ans  | 21,9   |
| 21,0   | 30 à 44 ans  | 20,6   |
| 19,1   | 15 à 29 ans  | 18,3   |
| 17,0   | - de 14 ans  | 16,0   |

## Patrimoine et culture

### Patrimoine bâti
La commune compte certains bâtiments classés, parmi lesquels :
L'église Saint-Théodule, date de 1843 et sert d'église paroissiale depuis 1919. Elle comprend un clocher-porche (hors œuvre à l'origine) une nef couverte d'une fausse voûte en anse de panier, et un chœur à cinq pans légèrement rétréci. L'édifice a été rénové en 1954-1955 par Albert Cuony, avec création d'une chapelle baptismale et d'un escalier pour la tribune de part et d'autre de la tour. Restauration et polychromie intérieure en 1990-1991, vitraux d'Émile Aebischer dit Yoki.
L'école primaire (place du Centre 9), datée 19112, par Alphonse Andrey. Cette construction Heimatstil a été présentée comme une construction modèle à l'époque.
Le Couvent des carmélites (route du Carmel 67), dans le style régionaliste, a été bâti en 1936 par l'architecte Albert Cuony. La chapelle a été transformée en 1999 par Gérard Aubry. Vitraux en dalles de verre par Émile Aebischer dit Yoki.
L'ancien hôtel-chalet du Moléson (route de Montbarry 100-102) se complète des bains Montbarry, ouverts en 1784. Victor Tissot en est par la suite le promoteur. Le corps central du bâtiment actuel est élevé en 1883. Puis l'édifice est agrandi et doté de pavillons d'angle et de bains en 1891-1892, l'aile centrale surélevée en 1900. Les sœurs de la Retraite Chrétienne acquièrent en 1928 cet établissement fermé en 1923. 
Ancien restaurant (route de Montbarry 101), bâtiment de 1892, avec salle de bal réaménagée en chapelle.
Ancienne gare de 3e classe de Pâquier-Montbarry. Gare chalet des chemins de fer électriques de la Gruyère, 1903, par Frédéric Broillet et Charles-Albert Wulfleff.

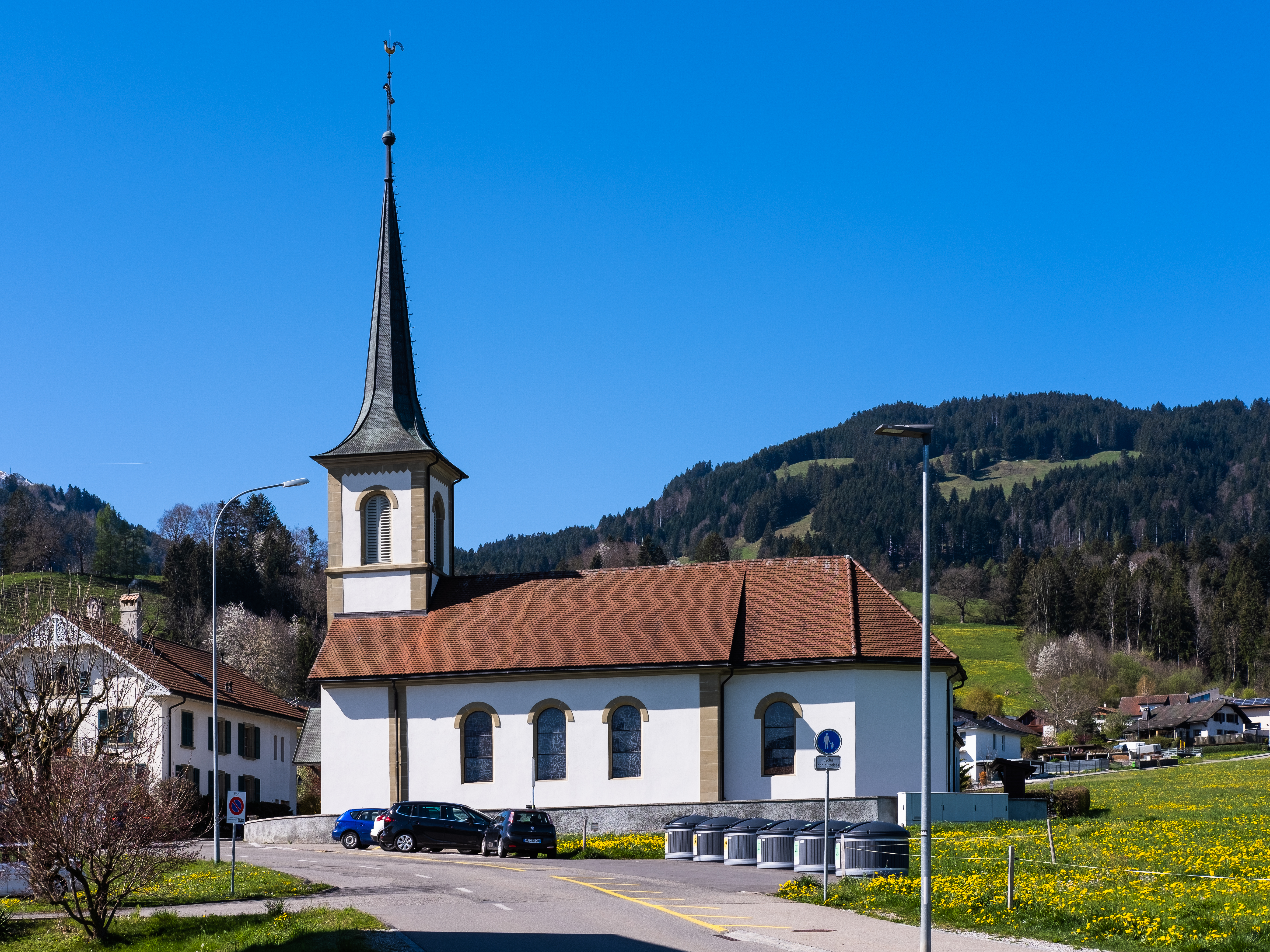
L'église Saint-Théodule.
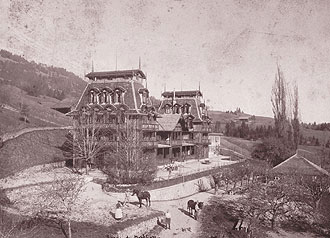
Grand Hôtel des Bains de Montbarry.
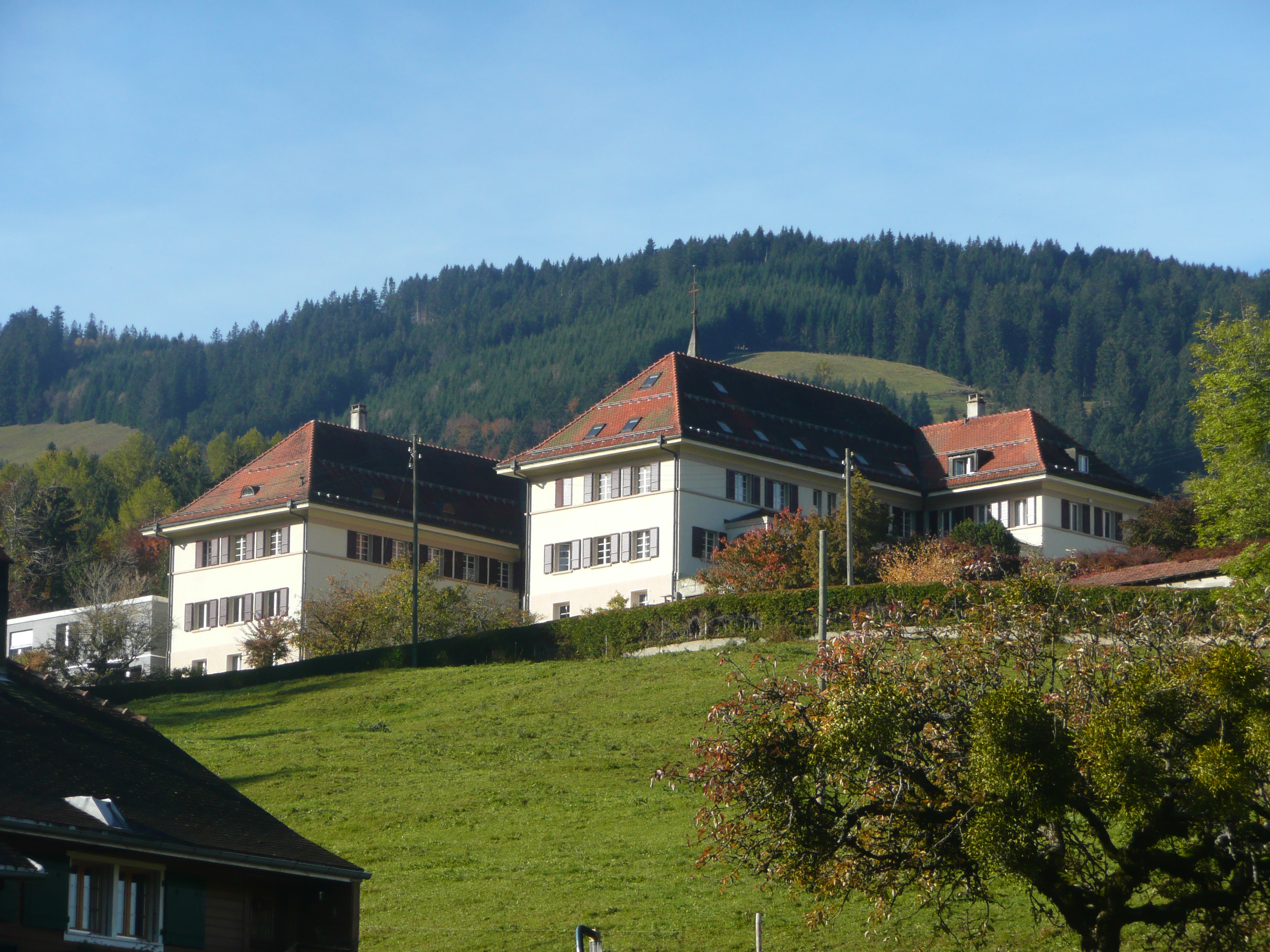
Monastère des Sœurs du Carmel.
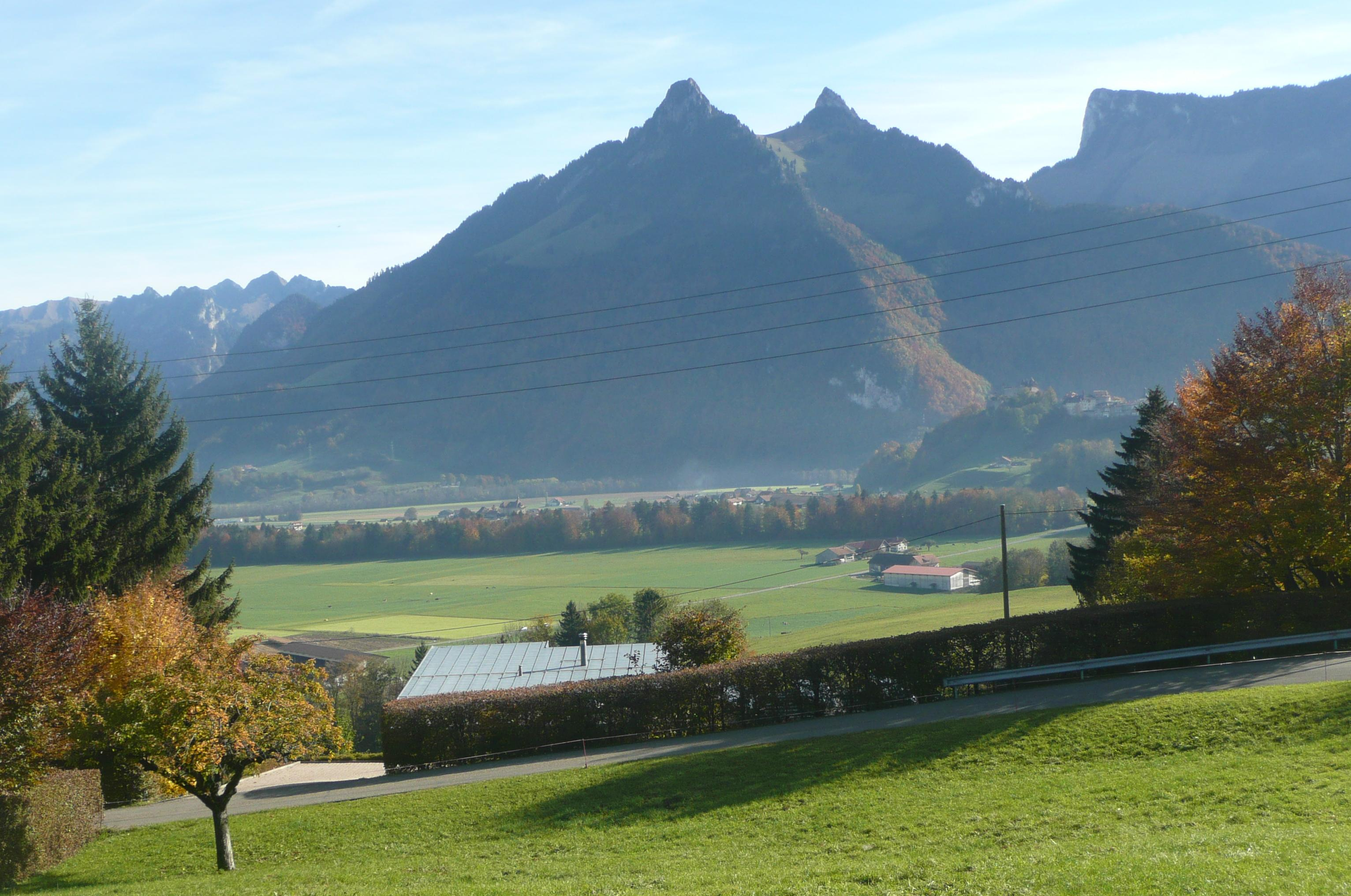
Le Pâquier

### Personnalités
- Dr. Alain Heimo, physicien, président du programme européen COST[11]
- Pierre Morand, industriel et ancien compagnon d'alpinisme d'Erhard Loretan[12]
- Roger Pasquier, entrepreneur, président d'honneur et ancien CEO du Groupe JPF [13], participa au projet Swissmetro AG
- Victor Tissot, écrivain, journaliste, fondateur du Musée gruérien, possédait une villa dans la commune[14] et fut notamment le promoteur du Grand Hôtel des Bains de Montbarry[10]